# Delhi High Court
Der Delhi High Court ist oberstes Gericht im indischen Unionsterritorium Delhi.

## Gericht
Das Gericht wurde 1966 eingerichtet, wobei sein Zuständigkeitsbereich das Unionsterritorium von Delhi einbezieht. Bis 1971 umfasste die Zuständigkeit auch den Bundesstaat Himachal Pradesh. Das Gerichtsgebäude befindet sich an der Sher Shah Road in Delhi.

## Gerichtspräsidenten
- K. S. Hegde (1966–1967)
- I. D. Dua (1967–1969)
- Hans Raj Khanna (1969–1971)
- Hardayal Hardy (1971–1972)
- Narain Andley (1972–1974)
- T. V. R. Tatachari (1974–1978)
- V. S. Deshpande (1978–1980)
- Prakash Narain (1981–1985)
- Rajinder Sachar (1985–1985)
- D. K. Kapur (1985–1986)
- R. N. Aggarwal (1987–1987)
- Yogeshwar Dayal (1987–1988)
- Rabindranath Pyne
- Milap Chand Jain
- G. C. Mittal (1991–1994)
- M. Jagannadha Rao (1994–1997)
- Sam Nariman Variava (1999–2000)
- S. B. Sinha (2001–2002)
- B. C. Patel
- Markandeya Katju
- Mukundakam Sharma
- Ajit Prakash Shah
- Dipak Misra